# 歳時記 (3776のアルバム)
『歳時記』は、3776の2枚目のスタジオ録音によるフルアルバム。

## 解説
- それまで4巻にわたってシングル（CD-R）及び配信で発表してきた歳時記シリーズの集大成でありながら、わらべうたなどを合間にはさみつつ、途切れのない「DJミックスみたいな作品」（プロデューサー石田彰談）として作り上げられた[1]。
- アルバムを通して井出ちよのが1月1日から12月31日までの日付と、1日ごとの十二時辰を全て読み上げている。各月の日付を読み上げる間隔はトラックごとに曲のリズムと一致させてあるが、十二時辰に関してはその限りではない[1]。
- トラックタイトルに見られるように、月に合わせて拍数と調性がカウントアップしている。その方針に合わせるためには、先にシングルとして発表された曲の調性を変える必要もあった。これについて石田彰は「音を変えるのは音質とかの部分も含めて少し迷ったんですけど、そこはやっぱりコンセプトを重視しました」と述べている[1]。
- 日付をカウントする中で二十四節気の日に効果音が入っている。3776運営によってそれらの音の正体を当てるキャンペーンが行われた[2]。

## 評価
- RHYMESTERの宇多丸は本作に関し、「なにかのきっかけで世界的に評価されてしまってもおかしくない」と述べた[3]。
- 実際、海外のサイトで高評価する動きが見られ、アメリカの音楽コミュニティサイトで世界中からユーザーの集うRate Your Music（英語: Rate Your Music）では、2019年のトップアルバム（Top Albums of 2019）38位にランクインしている。これは日本人ミュージシャンとしては36位のおとぼけビ～バ～に次ぐものであり、日本のみで活動しているミュージシャンとしてはトップである[注釈 1][4]。また同サイトの2019年ベスト（Best of 2019）では、37位となっている[5]。

## 収録曲
- 全作詞・作曲：石田彰、わらべうた

1. 睦月一拍子へ調
2. 如月二拍子嬰へ調
3. 弥生三拍子ト調
4. 卯月四拍子嬰ト調
5. 皐月五拍子イ調
6. 水無月六拍子嬰イ調
7. 文月七拍子ロ調
8. 葉月八拍子ハ調
9. 長月九拍子嬰ハ調
10. 神無月十拍子二調
11. 霜月十一拍子嬰二調
12. 師走十二拍子ホ調